# Cloaca

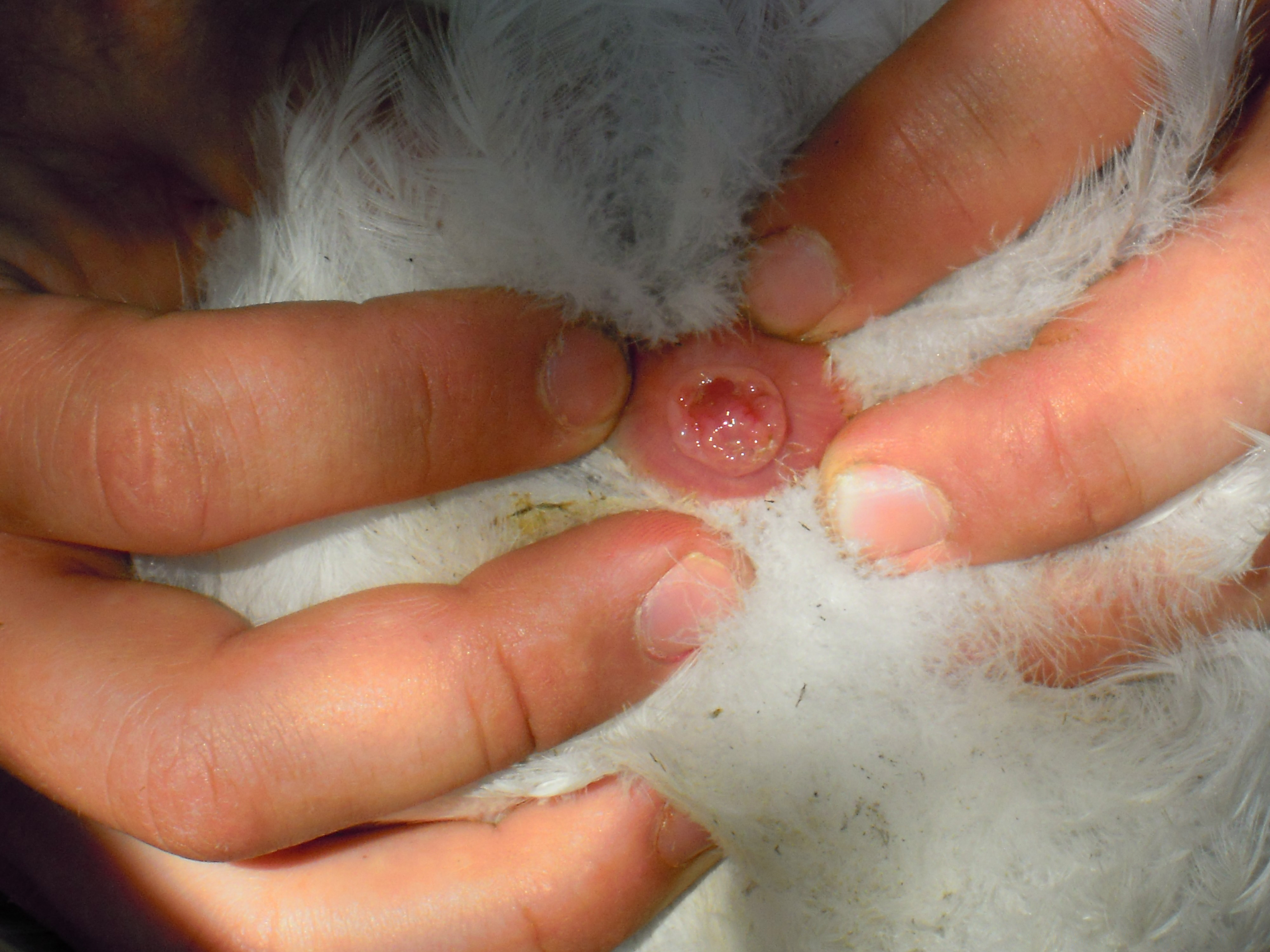
Cloaca

En anatomia animal, la cloaca és una cavitat oberta a l'exterior, situada a la part final de l'aparell digestiu, i a la qual també conflueixen els conductes finals de l'aparell urinari i l'aparell reproductiu. Està present en diversos tipus de vertebrats: en tots els ocells, amfibis i rèptils, així com alguns peixos (peixos cartilaginosos) i mamífers (monotremes i marsupials). També es dona aquest nom a la porció final del tub digestiu d'alguns artròpodes.
La cloaca dels ocells i els rèptils està formada per tres parts diferenciades: el coprodeu, l'urodeu i el proctodeu. És en aquesta darrera part, el proctodeu, on es troba l'orifici cloacal o anus i la bossa de Fabrici.